# Perros de la noche
 Perros de la noche és una pel·lícula argentina filmada en Eastmancolor i estrenada el 14 d'agost de 1986. Va ser dirigida per Teo Kofman, qui també va escriure el guió en col·laboració amb Pedro Espinosa i Enrique Medina a partir de la novel·la homònima d'Enrique Medina. Va tenir com a actors principals a Emilio Bardi, Gabriela Flores i Héctor Bidonde.
Hi van col·laborar, a més, Cecilia Sada en la coreografia i Yvonne Fournery en la direcció d'actors. Va ser filmada parcialment a Don Bosco, Isla Maciel i Villa de Itatí a la província de Buenos Aires.

## Argument
Mingoi Mecha, dos germans que van créixer en una vila d'emergència es van d'allí a la recerca de millors oportunitats. Junts enfronten les dificultats i misèries personals que afloren en cada situació.

## Repartiment
| Actor                  | Intèrpret           |
| ---------------------- | ------------------- |
| Emilio Bardi           | Mingo               |
| Gabriela Flores        | Mecha               |
| Héctor Bidonde         | Ferreyra            |
| Gustavo Belatti        | Pedrito             |
| Enrique Alonso         | Don Miguel          |
| Mario Alarcón          | Miguel              |
| Raquel Albéniz         | Estela              |
| Cristina Aroca         | Dona en robatori    |
| Silvia Baylé           | Rosita              |
| Miguel Bellido         | Facundo             |
| Vicente Buono          | Barman              |
| Mario Fromentese       | Pres                |
| Lita Fuentes           | Caixera a cabaret   |
| Mosquito Sancinetto    | Chupete             |
| José Andrada           | Candidat            |
| Martín Arreche         | Pres                |
| Noemí Morell           | Alicia              |
| Lidia Lugo             | Doña Matilde        |
| Patricia Moreno        | Viviana             |
| Juan Carlos Ricci      | Rata                |
| Manuel Vicente         | Ajudant de Ferreyra |
| Jorge Velurtas         | Patró de cabaret    |
| Paulino Andrada        | Capatàs a fàbrica   |
| Daniel Miglioranza     | Home en tren        |
| Miguel Ángel Paludi    | Agene               |
| Enrique Latorre        | Cobrador            |
| Pedro Lanteri          | Provocador 1        |
| Miguel Ruiz Díaz       | Provocador 2        |
| Javier González        | Provocador 3        |
| Susana Varela          | Silvia              |
| Omar Palma             | Mosso de bar        |
| Susana Nova            | Graciela            |
| Emilio Roldán          | Policia de civil    |
| Jorge Gómez            | Viajante            |
| Livio Marcó            | Viatjant            |
| Ricardo Madrigal       | Viatjant            |
| Daniel Viola           | Viatjant            |
| Humberto Lanza         | Javier              |
| Fernando Di Leo        | Veí                 |
| Cecilia Sada           | Strip teaser        |
| Arturo Noal            | Home en tren        |
| Daniel Ripari          | Home en tren        |
| Rubén Santagada        | Home en tren        |
| Fabián Pizzorno        | Conductor de auto   |
| Teresa Sarrai          | Veïna en villa      |
| Beatriz Thibaudin      | Avortera            |
| Gianfranco Contalbrigo | Mosso               |
| Ernesto Quirós         | Client              |

## Comentaris
Claudio España a La Nación va opinar:
| « | «Aborda la realitat pel costat més agressiu, es torna naturalista i, quan cal, s'eleva fins a la poesia sense un altre recurs que el de les imatges..» | » |

Leo Sala a Diario Popular va dir:
| « | «Excepcional pel·lícula.» | » |

Daniel López a La Razón va opinar:
| « | «Per una vegada, el cinema supera a la literatura. El millor que es pot dir de Teo Kofman és que la seva obra Perros de la noche està lluny de parer l'obra d'un debutant» | » |

Manrupe i Portela escriuen:
| « | «Realisme que no cedeix ni per un moment al pintoresquisme o el sentimental. La vila, els cabarets suburbans i la seva gent, fatalista davant la impossibilitat de canviar el destí, estan descriptos amb sonceridad i filmats amb rigor.» | » |